# Калиновец (Нижегородская область)
Калиновец — сельский посёлок в Воротынском районе Нижегородской области. Входит в состав Отарского сельсовета.
Посёлок располагается в 7 км к северу от районного центра Воротынца и в 2 км к западу от села Осинки.